# Trufas
Trufas es una aldea española situada en la parroquia de Santaballa, del municipio de Villalba, en la provincia de Lugo, Galicia.

## Demografía
| Gráfica de evolución demográfica de Trufas entre 2000 y 2019 |
|                                                              |
| Datos según el nomenclátor publicado por el INE.             |